# Phyrella
Phyrella is een geslacht van zeekomkommers uit de familie Phyllophoridae.

## Soorten
- Phyrella ambigua (Cherbonnier, 1988)
  - = Thyonidiella cherbonnieri
- Phyrella bedoti (Koehler, 1895)
- Phyrella drozdovi (Levin & Stepanov, 1999)
- Phyrella fragilis (Mitsukuri & Ohshima, 1912)
- Phyrella mookiei Michonneau & Paulay, 2014
- Phyrella tenera (Ludwig, 1875)
- Phyrella thyonoides (H.L. Clark, 1938)
- Phyrella trapeza (H.L. Clark, 1932)

Niet geaccepteerde naam:
- Phyrella aculeata, synoniem van Euthyonidiella aculeata